# Wiosna w Gjirokastrze
Wiosna w Gjirokastrze (tyt. oryg. Pranverë në Gjirokastër) – albański film fabularny z roku 1978 w reżyserii Muharrema Fejzo.
Małżeństwo dwojga młodych ludzi odbywa się w czasie festiwalu folklorystycznego w Gjirokastrze. Z uwagi na festiwal goście weselni mają problemy z dotarciem do domu weselnego. Po uroczystości młodzi biorą udział w festiwalu.
Film realizowano w Gjirokastrze i w Lezhy.

## Obsada
- Ilia Shyti jako Shyqo
- Luftar Pajo jako ojciec pana młodego
- Drini Hila jako pan młody
- Majlinda Bërxolli jako panna młoda
- Sotiraq Bratko jako operator telewizyjny
- Theofil Haxhijani jako kierownik grupy amatorskiej
- Petro Kosta jako reżyser grupy amatorskiej
- Bernard Kokalari jako reżyser
- Selma Sotiriadhi jako wnuczka Shyqo
- Perika Gjezi
- Gjon Vata